# Атабаєво (Можгинський район)
Атаба́єво (рос. Атабаево) — присілок в Можгинському районі Удмуртії, Росія.
Урбаноніми:
- вулиці — Радянська

## Населення
Населення — 97 осіб (2010; 101 в 2002).
Національний склад станом на 2002 рік:
- удмурти — 67 %
- росіяни — 32 %